# Tokyu
Tōkyō Kyūkō Dentetsu (東京急行電鉄株式会社, Tōkyō Kyūkō Dentetsu Kabushiki-gaisha), in Japan ook bekend als Tōkyū Dentetsu (東急電鉄) of Tōkyū (東急) is een privé-spoorwegmaatschappij die actief is in de regio Groot-Tokio in Japan. Het hoofdkwartier van de maatschappij bevindt zich in Shibuya.

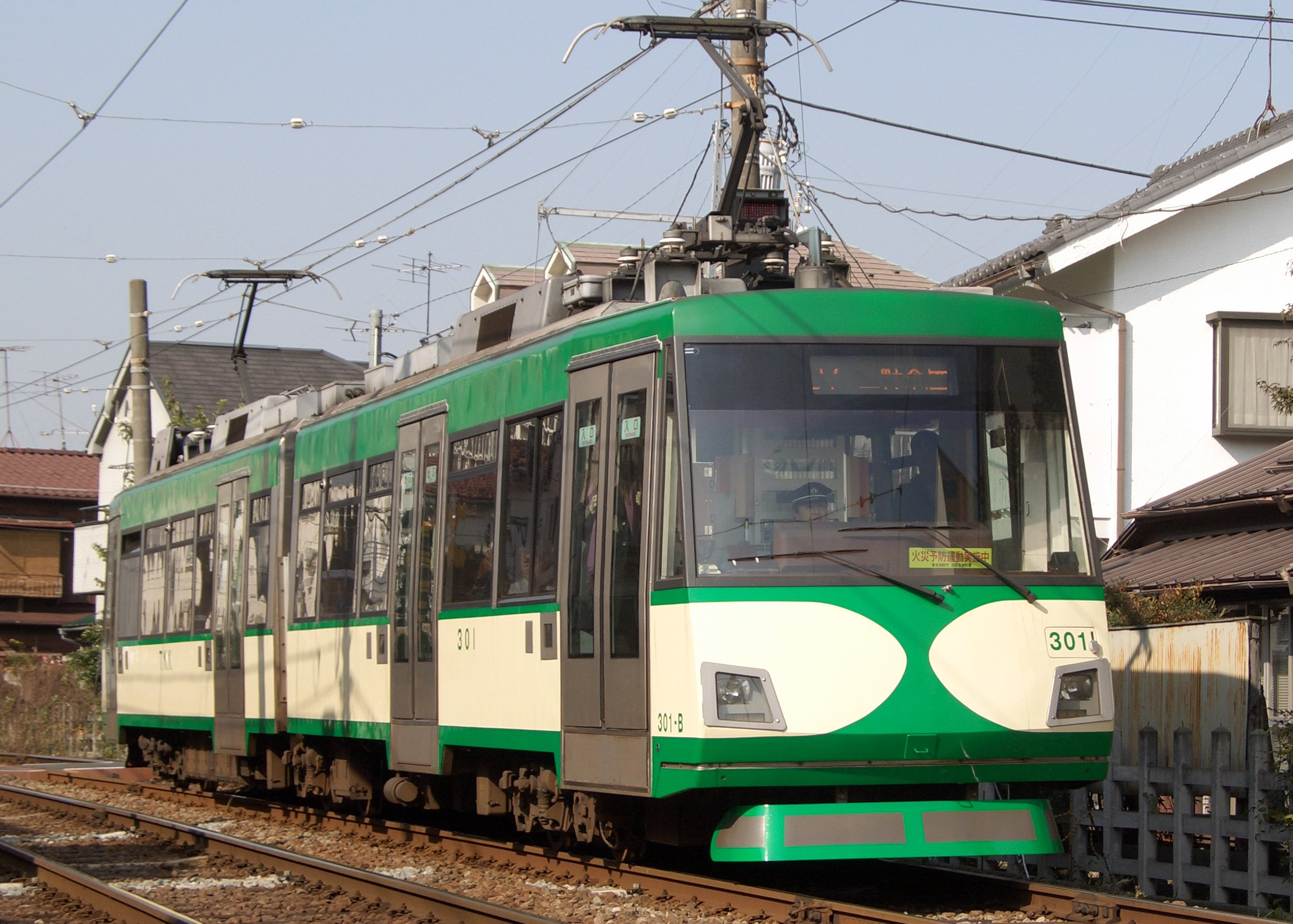
Trein van de 300-serie

Het bedrijf werd opgericht op 2 september 1922 als Meguro-Kamata Dentetsu (目黒蒲田電鉄, Meguro Kamata Dentetsu) en werd later hernoemd tot de Tokyo-Yokohama Dentetsu (東京横浜電鉄, Tōkyō Yokohama Dentetsu). In 1943 kreeg de maatschappij haar huidige naam. Van 1944 tot 1948 was het bedrijf eveneens eigenaar van de maatschappijen Keikyu, Keio en Odakyu. Het was toen bekend onder de naam Dai-Tokyu (letterlijk Groot-Tokyu).

## Lijnen
| Lijnen             | Van/naar                                    | Afstand | Stations | Geopend | Maximale snelheid |
| ------------------ | ------------------------------------------- | ------- | -------- | ------- | ----------------- |
| ■ Tōyoko-lijn      | Station Shibuya - Station Yokohama          | 24,2    | 21       | 1926    | 110               |
| ■ Meguro-lijn      | Station Meguro - Station Hiyoshi            | 11,9    | 13       | 1923    | 110               |
| ■ Den’entoshi-lijn | Station Shibuya - Station Chūō-Rinkan       | 31,5    | 27       | 1907    | 110               |
| ■ Ōimachi-lijn     | Station Ōimachi - Station Futako-Tamagawa   | 10,4    | 15       | 1927    | 85                |
| ■ Ikegami-lijn     | Station Gotanda - Station Kamata            | 10,9    | 15       | 1922    | 80                |
| ■ Setagaya-lijn    | Station Sangen-Jaya - Station Shimo-Takaido | 5,0     | 10       | 1925    | 40                |
| ■ Tamagawa-lijn    | Station Kamata - Station Tamagawa           | 5,6     | 7        | 2000    | 80                |
| Totaal             | 7 lijnen                                    | 99,5    | 108      |         |                   |

Tokyu beheert samen met de maatschappij Yokohama Kōsoku Tetsudō (横浜高速鉄道株式会社, Yokohama kōsoku tetsudō kabushiki-gaisha) eveneens de ■ Kodomonokuni-lijn (3,4 km) van Station Nagatsuta naar Station Kodomonokuni.

## Andere activiteiten
De Tokyu-groep is eveneens eigenaar van 2 spoorwegmaatschappijen (Ueda Kotsu, Izukyu Spoorwegen), verschillende busbedrijven, de warenhuisketens Tokyu en Tokyu Hands in Japan. In het buitenland is het de eigenaar van onder meer het MBK Center in Bangkok (Thailand). De groep is eveneens eigenaar van een aantal hotels onder de naam Tokyu/Pan Pacific in Japan.
De groep was vroeger eigenaar van Japan Air System (JAS), dat momenteel gefuseerd is met Japan Airlines. Tokyū is hierdoor de grootste aandeelhouder van de holding Japan Airlines. De Tokyu-groep is voorts eigenaar van de Tokyu Hotels en de budgethotels Tokyu Inns. De boekenwinkelketen, Book Off, is eveneens eigendom van Tokyu.